# Niklas Klingberg (piłkarz)
Niklas Klingberg (ur. 13 kwietnia 1985 w Lerbäck) – szwedzki piłkarz grający na pozycji pomocnika. Obecnie zawodnik Örgryte IS. Karierę piłkarską rozpoczął w zespołach juniorskich Skyllbergs IK. W drużynie seniorskiej zadebiutował w 2003 roku, grając w klubie Örebro SK.